# Fábrica de Automóviles de Gəncə
La Fábrica de Automóviles de Gəncə, fundada en 1986, se construyó para dar cabida a la producción de camionetas tipo van del modelo "GAZelle" de acuerdo a las metas iniciales de dicho proyecto. Pero su situación cambió cuando una decisión del politburó traslada dichas líneas a la Autoplanta de Byiansk. La ubicación de la planta está en la ciudad de Gəncə.

## Historia
Las obras de construcción supuestamente se terminarían en 1989, pero las obras en dicha planta permanecieron suspendidas en razón a la decisión anteriormente relatada. Las 256 hectáreas del área total de la citada y las 50 hectáreas de las zonas de producción estuvieron sin uso por más de 15 años, hasta que la decisión del nuevo gobierno de retomar los trabajos de las obras y sus largas consideraciones por parte del gobierno de la recién independizada Azerbaiyán dieron con la continuación de dichos trabajos y obras hasta su conclusión. Desde 1994 varios gigantes famosos de la industria del automóvil de Italia, Corea, Japón, Francia y Alemania han mostrado cierto interés en dicha institución, pero las negociaciones han sido lastradas por las muy incumplibles condiciones impuestas a los interesados por parte del gobierno azerí, y por ende; han acabado sin resultados.

## Modelos en producción[1]
Coches Lada
- VAZ-1111 Oká

 Camperos UAZ
- UAZ 31512
- UAZ 31514
- UAZ 39094

 Camiones MAZ
- MAZ 953000-010
- MAZ 642208-232
- MAZ 642205-222

 Tractores Minsk
- Belarus 801
- Belarus 821
- Belarus 892
- Belarus 1025
- Belarus 1221

## Actualidad
En diciembre del año 2004 la Auto Planta de Gyandzha inicia sus actividades y el primer coche que salió de sus líneas de producción se presentó ese mismo año. En el año 2008 la fábrica producía cerca de 600 vehículos entre coches y tractores.
Paralelamente, esta planta sirve como uno de los ejemplos del gobierno azerí para demostrar sus avances en la diversificación de su economía, siempre dependiente del petróleo y el gas; y que ha podido servir a otros fines, en especial, el de darle proaganda política a su gobierno; más no para darle alguna autosificiencia en sus principales debilidades, como es la importación de materiales de transporte de otras naciones.
A pesar de los esfuerzos hechos en esta planta por parte de plantas rusas, la producción aún tiene una cuota muy baja, siendo apenas de cientos, cuando las instalaciones en la idea original podrían albergar una mayor producción.
En fechas recientes delegatarios de Moldavia, Bielorrusia y de Rusia han visitado la planta con el fin de ver los avances hechos y la producción de sus productos en dicha factoría.